# كينيث د. بيلي
كينيث د. بيلي (بالإنجليزية: Kenneth D. Bailey)‏ هو ضابط أمريكي، ولد في 21 أكتوبر 1910 في باوني في الولايات المتحدة، وتوفي في 27 سبتمبر 1942 في جوادالكانال في جزر سليمان.